# Kasen Williams
Kasen Williams (* 5. Dezember 1992 in Sammamish, Washington) ist ein US-amerikanischer American-Football-Spieler. Er spielt auf der Position des Wide Receivers, zuletzt für die Indianapolis Colts in der National Football League (NFL).

## NFL

### Cincinnati Bengals
Am 2. Mai 2015 verpflichteten die Cincinnati Bengals Williams als Free Agent. Am 10. Mai wurde er bereits entlassen, da er die medizinische Untersuchung nicht bestand.

### Seattle Seahawks
Am 12. Juni 2015 verpflichteten die Seattle Seahawks Williams. Am 5. September entließen diese Williams jedoch, verpflichteten ihn aber einen Tag später für ihren Practice Squad. Am 26. Dezember 2015 wurde er vom Practice Squad in den Hauptkader befördert. Am 3. September 2016 wurde er entlassen. Am 5. September 2016 wurde er von den Seahawks für ihren Practice Squad verpflichtet. Am 13. September wurde er entlassen. Am 20. September 2016 wurde er erneut für den Practice Squad verpflichtet. Am 27. Dezember 2016 wurde er in den Hauptkader berufen, um den verletzten Tyler Lockett zu ersetzen. Am 2. September 2017 wurde er im Rahmen der Kaderverkleinerung auf 53 Spieler entlassen.

### Cleveland Browns
Einen Tag nach seiner Entlassung bei den Seahawks wurde Williams am 3. September 2017 von den Cleveland Browns unter Vertrag genommen. Nach sieben Spielen, davon zwei als Starter, und neun gefangenen Pässen für 84 Yards wurde er am 16. November 2017 entlassen. Zwei Tage später wurde er von den Browns für ihren Practice Squad verpflichtet. Am 30. April 2018 wurde er entlassen.

### Indianapolis Colts
Am 11. Mai 2018 verpflichteten die Indianapolis Colts Williams. Im Rahmen der finalen Kaderverkleinerung auf 53 Spieler vor Beginn der Regular Season wurde er entlassen.